# Herb gminy Piaski (powiat gostyński)
Herb gminy Piaski – jeden z symboli gminy Piaski w postaci herbu ustanowiony w 2002 roku.

## Wygląd i symbolika
Herb przedstawia w białej tarczy, jelenia czerwonego przeskakującego górę złotą między dwoma drzewami (topolami).
Góra w herbie nawiązuje do piaskowej góry.